# Copa Intercontinental de 1960
A primeira edição da Copa Intercontinental ocorreu em 1960. Foi disputada em duas partidas entre o campeão europeu e o sul-americano. Real Madrid, da Espanha e Peñarol, do Uruguai, respectivamente.
Em 27 de outubro de 2017, após uma reunião realizada na Índia, o Conselho da FIFA reconheceu os vencedores da Copa Intercontinental como campeões mundiais.

## História

### Caminhos até a final

#### Real Madrid
O clube espanhol ganhou o direito de participar da primeira edição da Copa Intercontinental depois de vencer o Eintracht Frankfurt, da Alemanha, na final da quinta edição da Taça dos Clubes Campeões Europeus, que designou o Real Madrid como o melhor clube do velho continente, conquistando as cinco primeiras edições da competição. O Real Madrid venceu na final o Eintracht Frankfurt por 7 a 3, sendo citado pela imprensa como a maior final realizada até aquela data, de modo que o campeão seria o representante da UEFA no torneio que definiria o melhor time do mundo.

#### Peñarol
O clube uruguaio ganhou o direito de participar da primeira edição do torneio, depois de vencer o Olimpia, pela primeira edição da Copa Libertadores da América, que indicou o melhor clube da América do Sul. Após a disputa das duas partidas, o Peñarol venceu a final no placar agregado de 2 a 1, sendo campeão da Libertadores e sendo indicado pela CONMEBOL para disputar o torneio que definiria o melhor time do mundo.

## A final
Após o empate sem gols na primeira partida, a decisão seria em Madrid. Com o Estádio Santiago Bernabéu lotado com aproximadamente 120.000 torcedores, o Real Madrid conquistou o primeiro título intercontinental depois de golear a equipe uruguaia por 5 a 1.
A partida foi decidida ainda nos primeiros dez minutos de jogo, pois aos nove minutos a equipe madrilenha já vencia por 3 a 0 os uruguaios, com dois gols de Ferenc Puskas e um de Alfredo di Stéfano. No fim do primeiro tempo o placar era de 4 a 0 pros espanhóis. No inicio da segunda etapa o espanhóis marcaram mais um: 5 a 0. Aos 35 minutos do segundo tempo a equipe uruguaia fez o gol de honra com de Alberto Spencer. Fim de jogo e a equipe do Real Madrid agora sim poderia se idolatrar a melhor equipe do mundo.

## Equipes classificadas
| Confederação | Equipe      | Classificação                                           | Participação |
| ------------ | ----------- | ------------------------------------------------------- | ------------ |
| CONMEBOL     | Peñarol     | Campeão da Copa Libertadores da América de 1960         | 1ª           |
| UEFA         | Real Madrid | Campeão da Taça dos Clubes Campeões Europeus de 1959–60 | 1ª           |

## Chaveamento
|  | A Classificação[NOTA] | A Classificação[NOTA] | A Classificação[NOTA] | A Classificação[NOTA] |   |             | Copa Intercontinental 1960 | Copa Intercontinental 1960 | Copa Intercontinental 1960 | Copa Intercontinental 1960 |
|  |                       |                       |                       |                       |   |             |                            |                            |                            |                            |
|  | Real Madrid           | 7                     | –                     | –                     |   |             |                            |                            |                            |                            |
|  | Eintracht Frankfurt   | 3                     | –                     | –                     |   |             |                            |                            |                            |                            |
|  | Eintracht Frankfurt   | 3                     | –                     | –                     |   | Real Madrid | 0                          | 5                          | –                          |                            |
|  |                       |                       |                       |                       |   | Real Madrid | 0                          | 5                          | –                          |                            |
|  |                       | Peñarol               | 0                     | 1                     | – |             |                            |                            |                            |                            |
|  | Peñarol               | Peñarol               | 0                     | 1                     | – | 1           | 1                          | 2                          |                            |                            |
|  | Peñarol               |                       |                       |                       |   | 1           | 1                          | 2                          |                            |                            |
|  | Olimpia               | 0                     | 1                     | 1                     |   |             |                            |                            |                            |                            |

Notas
- NOTA^  Essas partidas não foram realizadas pela Copa Intercontinental. Ambas as partidas foram realizadas pelas finais da Liga dos Campeões da Europa e Copa Libertadores da América daquele ano.

## Partidas

### Jogo de ida
| 3 de julho de 1960 | Peñarol | 0 – 0 | Real Madrid | Centenário, Montevidéu                           |
| 19:30 (UTC-3)      |         |       |             | Público: 71 872 Árbitro: ARG José Luis Praddaude |

| Peñarol | Real Madrid |

| PEÑAROL:        |  |           |
|                 |  |           |
| G               |  | Maidana   |
| LD              |  | Martínez  |
| Z               |  | Salvador  |
| Z               |  | Pino      |
| LE              |  | Gonçalves |
| M               |  | Aguerre   |
| M               |  | Cubilla   |
| A               |  | Linazza   |
| A               |  | Hohberg   |
| A               |  | Spencer   |
| A               |  | Borges    |
| Treinador:      |  |           |
| Roberto Scarone |  |           |

| REAL MADRID: |  |               |
|              |  |               |
| G            |  | Domínguez     |
| LD           |  | Marquitos     |
| Z            |  | Santamaría    |
| Z            |  | Pachín        |
| LE           |  | Vidal         |
| M            |  | Zárraga       |
| M            |  | Del Sol       |
| A            |  | Cánario       |
| A            |  | Di Stéfano    |
| A            |  | Puskás        |
| A            |  | Manolín Bueno |
| Treinador:   |  |               |
| Miguel Muñoz |  |               |

### Jogo de volta
| 4 de setembro de 1960 | Real Madrid                                             | 5 – 1 | Peñarol     | Santiago Bernabéu, Madrid              |
| 20:30 (UTC+1)         | Puskás 3', 9' · Di Stéfano 4' · Herrera 45' · Gento 51' |       | Spencer 66' | Público: 90 000 Árbitro: ENG Ken Aston |

| Real Madrid | Peñarol |

| REAL MADRID: |  |            |
|              |  |            |
| G            |  | Domínguez  |
| LD           |  | Marquitos  |
| Z            |  | Santamaría |
| Z            |  | Pachín     |
| LE           |  | Vidal      |
| M            |  | Zárraga    |
| M            |  | Del Sol    |
| A            |  | Herrera    |
| A            |  | Di Stéfano |
| A            |  | Puskás     |
| A            |  | Gento      |
| Treinador:   |  |            |
| Miguel Muñoz |  |            |

| PEÑAROL:        |  |          |
|                 |  |          |
| G               |  | Maidana  |
| LD              |  | Martínez |
| Z               |  | Salvador |
| Z               |  | Pino     |
| LE              |  | Majewski |
| M               |  | Aguerre  |
| M               |  | Cubilla  |
| A               |  | Linazza  |
| A               |  | Hohberg  |
| A               |  | Spencer  |
| A               |  | Borges   |
| Treinador:      |  |          |
| Roberto Scarone |  |          |

## Campeão
| Copa Intercontinental de 1960 |
| ----------------------------- |
| REAL MADRID 1° titulo         |